# Порожки (Волотовский район)
Порожки — деревня в Волотовском муниципальном районе Новгородской области, с 12 апреля 2010 года входит в сельское поселение Волот.
Деревня расположена в Приильменской низменности, находится на высоте 74 м над уровнем моря, на правом берегу реки Перехода. Непосредственно к Порожкам примыкают ещё три деревни: Клинково — с севера, Взгляды — с юга и Уницы — с запада. Транспортное сообщение деревни осуществляется через, находящиеся в непосредственной близости — Взгляды, которые находятся на автодороге Р48 между Волотом и Старой Руссой.

## История
В XIX веке в Порожках был построен храм Благовещения Пресвятой Богородицы, являющийся одной из главных и старейших достопримечательностей района.

До 12 апреля 2010 года деревня входила в ныне упразднённое Взглядское сельское поселение.

## Экономика, социально-значимые объекты и достопримечательности
В деревне есть муниципальное автономное общеобразовательное учреждение «Основная общеобразовательная школа д. Порожки»